# Liste des compagnies aériennes en Israël
Ceci est une liste des compagnies aériennes actives et inactives d'Israël.

## Compagnies actives
| Nom,                            | OACI | AITA | Indicatif  | Depuis | Notes                      | Image |
| ------------------------------- | ---- | ---- | ---------- | ------ | -------------------------- | ----- |
| Air Haïfa                       |      |      |            | 2024   |                            |       |
| Arkia - Israeli Airlines        | IZ   | AIZ  | ARKIA      | 1949   |                            |       |
| Ayit Aviation                   | -    | AYT  | AYIT       | 1985   | Réorganisée en 2002        |       |
| Challenge Air Cargo             | 5C   | ICL  | CAL        | 1976   | CAL Cargo renommée en 2022 |       |
| El Al Israel Airlines           | LY   | ELY  | EL AL      | 1948   |                            |       |
| Israir Airlines                 | 6H   | ISR  | ISRAIR     | 1989   |                            |       |
| Sun d'Or International Airlines | 2U   | ERO  | ECHO ROMEO | 1977   |                            |       |

## Anciennes compagnies
| Nom            | Début d'activité | Fin d'activité | Notes                | Image |
| -------------- | ---------------- | -------------- | -------------------- | ----- |
| Aeroel Airways | 1992             | 1992           |                      |       |
| Up by El Al    | 2014             | 2018           | Fusionnée avec El Al |       |